# Potulice (Nakło nad Notecią)
Potulice (deutsch Potulitz) ist eine polnische Ortschaft in der Stadt-und-Land-Gemeinde Nakło nad Notecią (deutsch Nakel) in der Woiwodschaft Kujawien-Pommern im nördlichen Zentralpolen. Sie liegt etwa acht Kilometer von der Stadt Nakło nad Notecią und zwölf Kilometer von Bydgoszcz entfernt.

## Geschichte

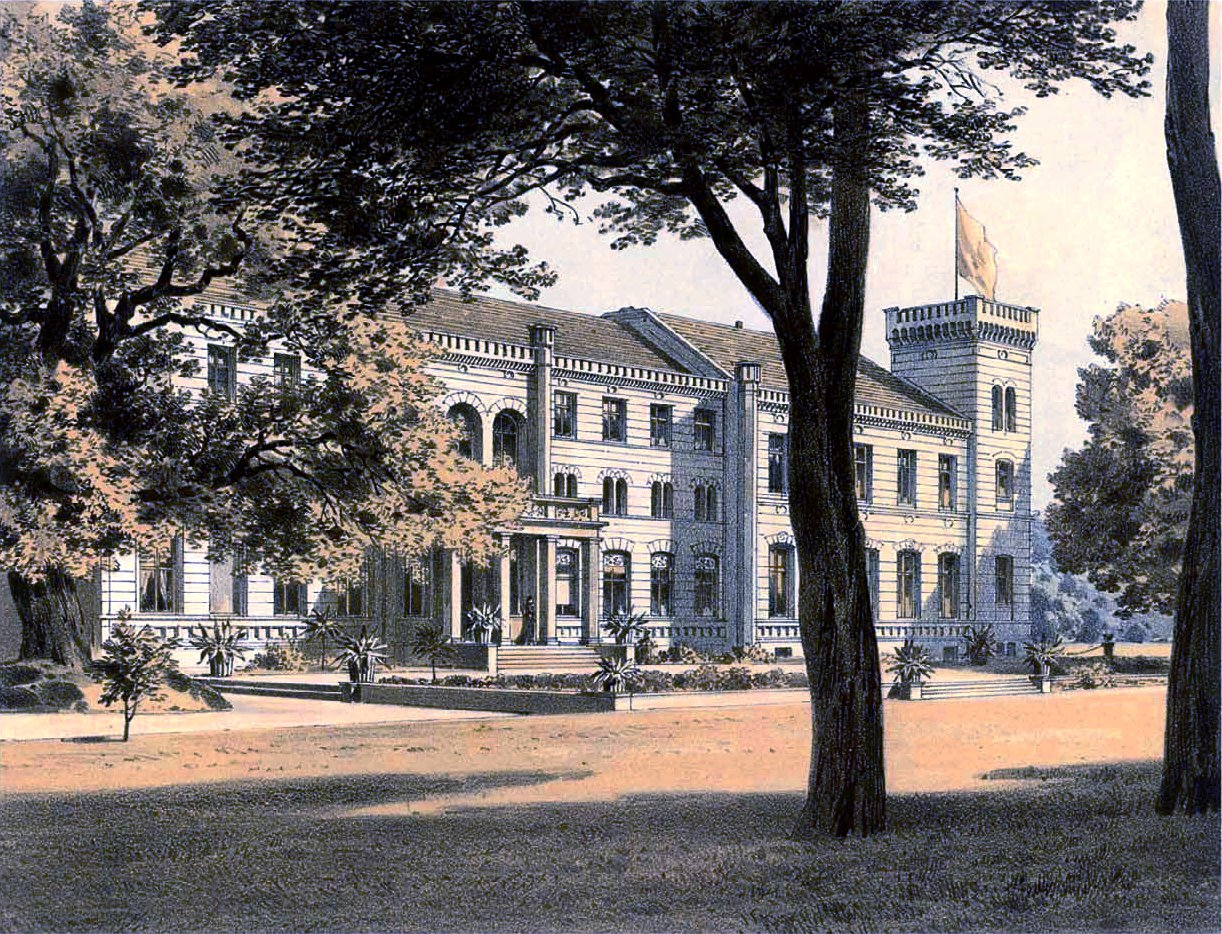
Villa Potulice um 1860, Sammlung Alexander Duncker

### Bis 1939
Potulice gehörte zur Grafschaft Potulicki. Graf Casimir Adalbert Potulicki baute Mitte des 19. Jahrhunderts ein Jagdhaus zur Villa Potulice aus, die sein Wohnsitz war, und von der aus er die Herrschaft Slesin-Samsieczno führte. Nach dem Ersten Weltkrieg kam die Gemeinde zum neu errichteten Staat Polen. Nakło lag am Korridor zwischen Schneidemühl (heute Piła) und Bydgoszcz (früher Bromberg).

### Deutsche Besetzung im Zweiten Weltkrieg, Lager

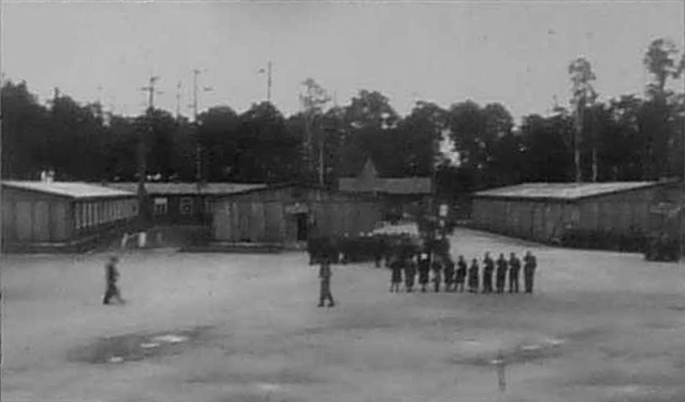
Lager Lebrechtsdorf–Potulitz

Während der deutschen Besetzung im Zweiten Weltkrieg von 1939 bis 1945 wurde die Ortschaft wie die Umgebung vom Deutschen Reich annektiert (Reichsgau Danzig-Westpreußen). Während dieser Zeit kam es in der Umgebung zu zahlreichen Hinrichtungen und Massenmorden.
In Potulice wurde am 1. Februar 1941 ein Lager für die von den Deutschen im Rahmen der „Umsiedlung“ vertriebenen Polen errichtet (Lager Lebrechtsdorf–Potulitz). Offiziell die Umwandererzentralstelle, wandelte sich das Lager in eine Art Konzentrationslager. Eine Zeit lang war es Außenlager des KZ Stutthof und seit 1942 ein Zwangsarbeitslager (auch SS-Arbeitslager Lebrechtsdorf). Die schlechten Lebensbedingungen im Lager waren mit denen eines Konzentrationslagers vergleichbar. Besondere Bedeutung hatte das Lager in Potulitz seit 1943 als Ostjugendverwahrlager für Kinder aus den eroberten sowjetischen Gebieten (auch UWZ-Lager Lebrechtsdorf).
Zum Juni 1942 wurde das Dorf in Lebrechtsdorf umbenannt.
In Lebrechtsdorf befand sich auch eine Sicherheitspolizeischule, und ab Herbst 1944 der Stabssitz des Ausbildungsbataillons der Sicherheitspolizei und des SD Konitz („3. fremdvölkisches Ausbildungs-Bataillon Konitz“) mit drei Kompanien in Lebrechtsdorf und Konitz.

### Nachkriegszeit
Nach dem Kriegsende nutzte die Sowjetunion das Gelände und die Infrastruktur des Lagers für das Zentrale Arbeitslager Potulice zur Internierung sowohl deutscher als auch polnischer Gefangener. Ihm waren alle kleineren Lager in den nordöstlichen Woiwodschaften Polens untergeordnet. Nach erhaltenen Dokumenten starben im zentralen Arbeitslager Potulice 1945–1949 insgesamt 4495 Menschen (zum Teil durch Seuchen). Etwa 35.000 Deutsche sollen von 1945 bis 1950 im Lager interniert gewesen sein.
Heute befindet sich am Ort eine Haftanstalt des polnischen Staates sowie eine Gedenkstätte für beide Lager.